# San Francisco, Navojoa
San Francisco är en ort i Mexiko.   Den ligger i kommunen Navojoa och delstaten Sonora, i den nordvästra delen av landet, 1 400 km nordväst om huvudstaden Mexico City. San Francisco ligger 43 meter över havet och antalet invånare är 133.
Terrängen runt San Francisco är huvudsakligen platt. San Francisco ligger nere i en dal. Runt San Francisco är det ganska glesbefolkat, med 36 invånare per kvadratkilometer. Närmaste större samhälle är Navojoa, 11,1 km söder om San Francisco. I omgivningarna runt San Francisco växer huvudsakligen savannskog.